# Bondtoppane
Bondtoppane är en bergstopp i Antarktis. Den ligger i Östantarktis. Norge gör anspråk på området. Toppen på Bondtoppane är 3 180 meter över havet, eller 823 meter över den omgivande terrängen. Bredden vid basen är 2,0 km.
Terrängen runt Bondtoppane är huvudsakligen kuperad, men åt nordost är den bergig. Bondtoppane är den högsta punkten i trakten. Trakten är obefolkad. Det finns inga samhällen i närheten. 